# Добровільська сільська рада (Близнюківський район)
Доброві́льська сільська́ ра́да — адміністративно-територіальна одиниця та орган місцевого самоврядування у Близнюківському районі Харківської області. Адміністративний центр — село Добровілля.

## Загальні відомості
- Добровільська сільська рада утворена в 1919 році.
- Територія ради: 66,4 км²
- Населення ради: 1 095 осіб (станом на 2001 рік)
- Територією ради протікає річка Самара.

## Населені пункти
Сільській раді були підпорядковані населені пункти:
- с. Добровілля
- с. Берестове
- с. Ганнівка
- с. Одинецьке
- с. Яковівка

## Склад ради
Рада складалася з 12 депутатів та голови.
- Голова ради: Калашник Юрій Миколайович
- Секретар ради: Пономар Олена Анатоліївна

### Керівний склад попередніх скликань
| Прізвище, ім'я, по батькові | Основні відомості                                                         | Дата обрання | Дата звільнення |
| --------------------------- | ------------------------------------------------------------------------- | ------------ | --------------- |
| Калашник Юрій Миколайович   | Сільський голова, 1974 року народження, освіта вища, член Народної партії | 26.03.2006   | 31.10.2010      |
| Калашник Юрій Миколайович   | Сільський голова, 1974 року народження, освіта вища, член Народної партії | 31.10.2010   |                 |

Примітка: таблиця складена за даними сайту Верховної Ради України

### Депутати
За результатами місцевих виборів 2010 року депутатами ради стали:

#### За суб'єктами висування
| Суб'єкт висування                                       | Кількість обраних депутатів | %    |
| ------------------------------------------------------- | --------------------------- | ---- |
| Народна партія                                          | 6                           | 50   |
| Партія регіонів                                         | 4                           | 33,3 |
| Комуністична партія України                             | 1                           | 8,3  |
| Політична партія Всеукраїнське об'єднання «Батьківщина» | 1                           | 8,3  |

#### За округами
| № округу                                                | Прізвище, ім'я, по батькові   | Дата визнання обраним | Освіта  | Партійна приналежність                        | Відомості про обраного депутата               |
| ------------------------------------------------------- | ----------------------------- | --------------------- | ------- | --------------------------------------------- | --------------------------------------------- |
| Комуністична партія України                             |                               |                       |         |                                               |                                               |
| 1                                                       | Скребела Микола Федорович     | 02.11.2010            | вища    | член Комуністичної партії України             | пенсіонер                                     |
| Народна Партія                                          |                               |                       |         |                                               |                                               |
| 2                                                       | Пономаренко Григорій Іванович | 02.11.2010            | середня | член Народної партії                          |                                               |
| 3                                                       | Пєшковська Надія Миколаївна   | 02.11.2010            | середня | член Народної партії                          | тимчасово не працює                           |
| 7                                                       | Федорченко Анатолій Іванович  | 02.11.2010            | середня | член Народної партії                          | приватний підприємець                         |
| 8                                                       | Калашник Людмила Анатоліївна  | 02.11.2010            | середня | член Народної партії                          | СТОВ «Лан», економіст                         |
| 10                                                      | Хор'єв Віктор Георгійович     | 02.11.2010            | вища    | член Народної партії                          | пенсіонер                                     |
| 12                                                      | Іщенко Валентина Миколаївна   | 02.11.2010            | середня | член Народної партії                          | СТОВ «Лан», завідувачка МТФ                   |
| Партія регіонів                                         |                               |                       |         |                                               |                                               |
| 4                                                       | Калашник Тетяна Іванівна      | 02.11.2010            | вища    | член Партії регіонів                          | Добровільська школа I-III ст., вчитель        |
| 5                                                       | Андраш Лариса Миколаївна      | 02.11.2010            | середня | член Партії регіонів                          | Добровільське поштове відділення, завідувачка |
| 9                                                       | Зубченко Надія Василівна      | 02.11.2010            | середня | член Партії регіонів                          | Добровільський СБК, директор                  |
| 11                                                      | Жук Віктор Петрович           | 02.11.2010            | вища    | член Партії регіонів                          | приватний підприємець                         |
| Політична партія Всеукраїнське об'єднання «Батьківщина» |                               |                       |         |                                               |                                               |
| 6                                                       | Пономар Олена Анатоліївна     | 02.11.2010            | вища    | член Всеукраїнського об'єднання «Батьківщина» | Добровільська сільська рада, секретар         |